# 谱几何
谱几何是数学的一个分支，关注流形的几何结构与规范定义的微分算子的谱之间的关系。对闭黎曼流形上拉普拉斯-贝尔特拉米算子的研究最为深入，微分几何中的拉普拉斯算子也被研究过。该领域关注两类问题：直接问题和逆问题。
逆问题试图从拉普拉斯算子的特征值信息中发现几何特征。赫尔曼·外尔在1911年利用大卫·希尔伯特的积分方程理论证明，欧氏空间中有界区域的体积可由拉普拉斯算子的狄利克雷边界值问题特征值的渐进行为来确定。这通常被表述为“能听出鼓的形状吗？”Pleijel & Minakshisundaram改进了外尔渐进公式，得到一系列涉及曲率张量协变微商的局部谱不变量，可用于构造一类特殊流形的谱刚性。不过，正如约翰·米尔诺所举例子，特征值的信息不足以确定流形的等距类（见同谱）。砂田利一提出了一种通用而系统的方法，构造的例子澄清了同谱流形现象。
直接问题试图从几何知识推断黎曼流形特征值的行为。直接问题的解以奇格不等式为典型，其给出了第一个正特征值与第一个等周常数（奇格常数）之间的关系。自他的工作以来，已出现许多版本的不等式。